# Hvitsten
Hvitsten är en tidigare tätort i Vestby kommun i Akershus fylke i sydöstra Norge. Den ligger vid Oslofjorden mitt emellan Drøbak och Son. Det finns två populära badstränder här, Hvitstens centrum och Emmerstadsbukta, båda ett par kilometer söder om centrum.
Redarsläkten Olsen kommer från Hvitsten, där den fortfarande äger Lyndahl gård. Petter Olsen äger Ramme Gaard, där en konsthall byggs för att vara färdig 2020.
Orten har tidigare haft status som stad. Den utgjorde en så kallad lastningsplats (norska: ladested), något som kan jämföras med en stapelstad. Man  valde här, trots att man hade rätt att göra så, att inte bilda någon stadskommun utan att istället ingå i Vestby kommun. Hvitsten var vid lastningsplatsernas upphävande Norges minsta stad med 81 invånare (1950).

## Bilder

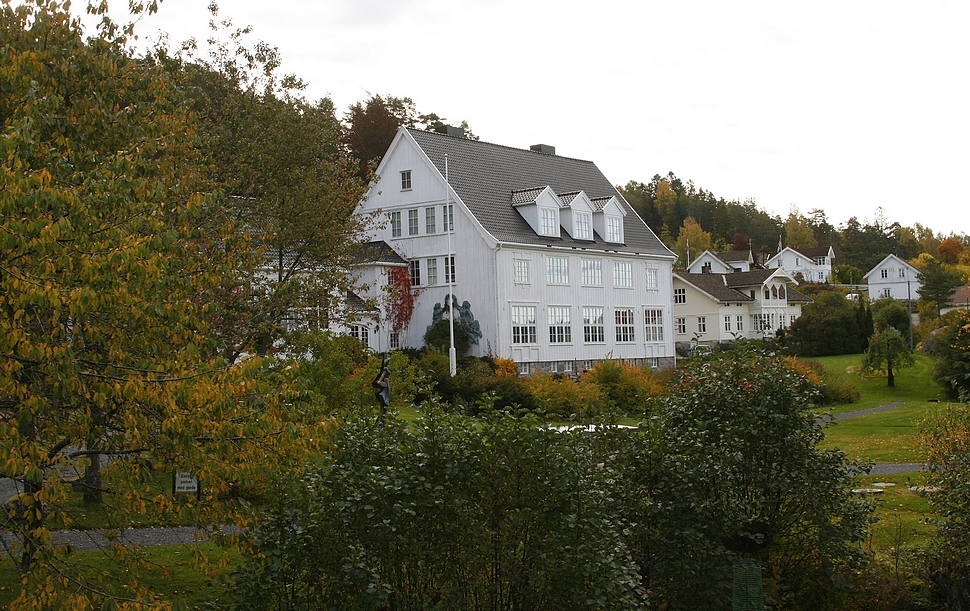
Hvitstens skola.
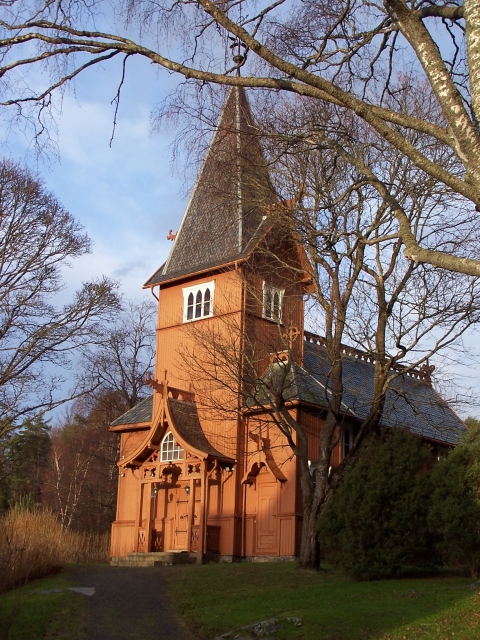
Hvitstens kyrka.
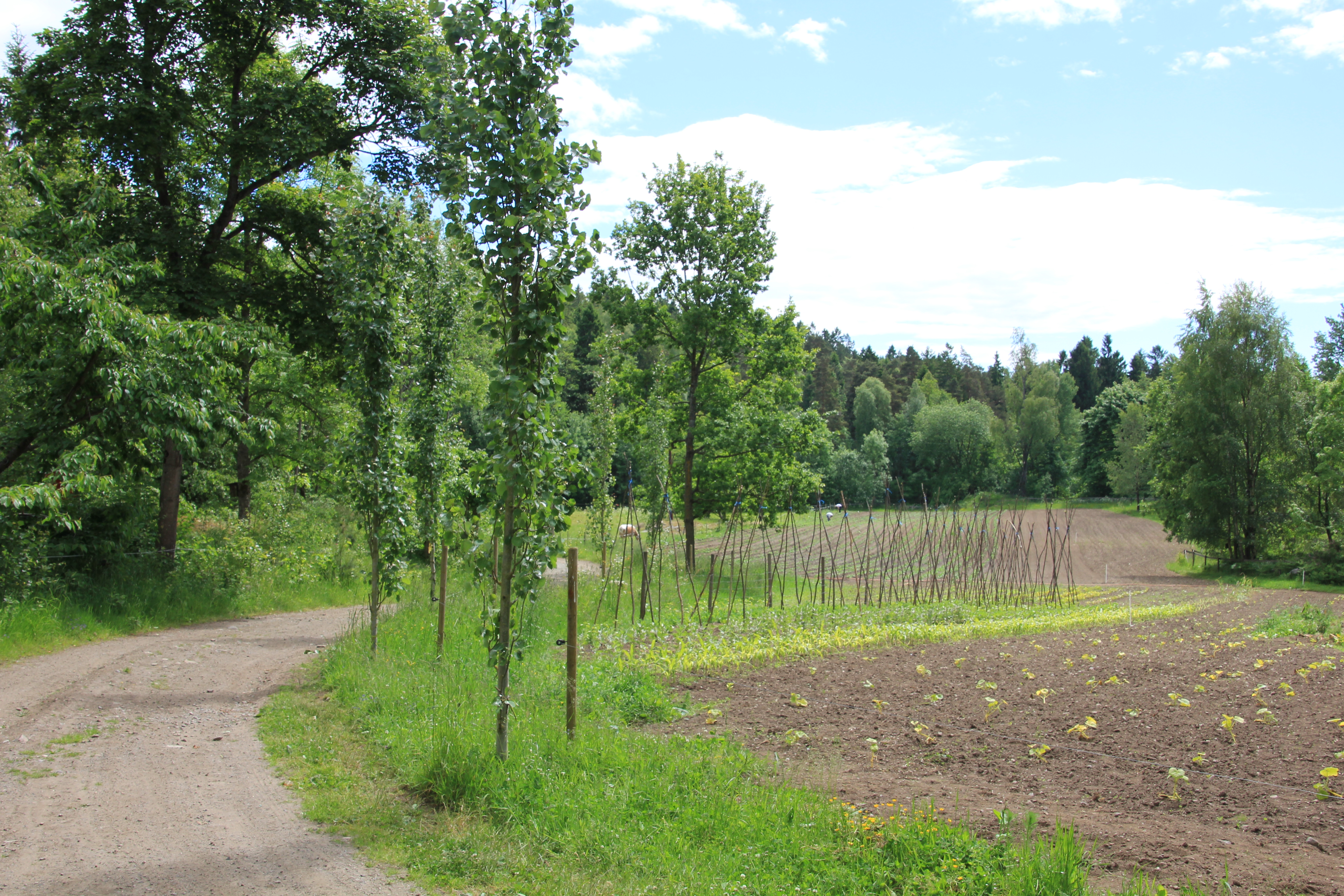
Landskap vid Ramme Gaard.